# Drezyna pancerna wz. 30
Drezyna pancerna wz. 30 – polski projekt drezyny pancernej z okresu międzywojennego.
W roku 1927 Departament Techniczny ogłosił konkurs na projekt nowej drezyny pancernej. Było to wynikiem wad wykrytych w zamówionych rok wcześniej drezynach Tatra. Żadna z nadesłanych propozycji nie została zaakceptowana. Wobec tego w roku 1930 skierowano do Biura Konstrukcyjnego Broni Pancernych Wojskowego Instytutu Badań Inżynierii (BK Br.Panc. WIBI) polecenie opracowania nowego uniwersalnego pojazdu kołowo-gąsienicowego. Miał on móc się poruszać po szynach (na kołach), a  po zjechaniu z nich w terenie (na gąsienicach). Projekt takiego wozu o nazwie Drezyna pancerna wz. 30 opracował zespół w skład, którego wchodził por. inż. Rudolf Gundlach.
Był to projekt pojazdu szynowego z dodatkowym, ruchomym mechanizmem gąsienicowym. Takie rozwiązanie zastosowano w kilku angielskich kołowo-gąsienicowych pojazdach. Mechanizm gąsienicowy miał powstać przez modyfikacje zespołów podwozia gąsienicowego lekkiego czołgu Vickers E. Zmiana napędu z szynowego na gąsienicowy miała się odbywać za pomocą specjalnego urządzenia mechanicznego, bez potrzeby opuszczania pojazdu przez załogę.
Drezyna wz. 30 miała być uzbrojona w armatę kal. 37 mm oraz karabin maszynowy. Uzbrojenie to miało znajdować się w wieży pochodzącej z samochodu pancernego wz. 29. Napęd miał stanowić silnik wysokoprężny Saurer o mocy 84 KM, co pojazdowi o masie 7,5 t pozwoliłoby rozwijać na torach prędkość do 65 km/h.
Ostatecznie z dalszych prac nad pojazdem zrezygnowano. Głównym powodem była cena budowy prototypu, szacowana na ok. 360 000 ówczesnych złotych.